# Songs for the Siren

## Información del álbum
Songs For The Siren puede ser un registro diferente para su creador, David Knopfler, pero demostrará que el álbum es un disco muy fuerte. Olvídate de la instrumentación de la simplicidad y la acústica de The Giver y Wishbones o incluso el Ship Of Dreams. 
Las canciones aquí son más cortas y la producción más estricta, (Coproducido por el exmiembro de Rainbow Tony Carey) permite menos libertad instrumental. 
Además de la producción, la voz de David Knopfler y perfección lírica han alcanzado una nueva cumbre. Sólo escucha "Drowning Pool" y "Moon Razor" y verá lo que quiero decir. Este último cuenta con una parte saxo inquietantemente bello. Otros temas del disco son: Steel Wheels, Fire Down Below. 
El álbum se puede quedar corto en comparación con los discos anteriores, "Ship Od Dreams" o "Wishbones" pero emocionalmente honesto y las canciones son preciosas.
Songs for the Siren es el título del décimo álbum de David Knopfler, lanzado en 2006.

## Canciones
1. Steel Wheels
2. Fire Down Below
3. Sophie's Songs
4. Smerbody Kind
5. Washing Horses in Eden
6. Razor Moon
7. Accidents Don't Just Happen
8. One Thing Leads to Another
9. Drowning Pool
10. The Love of Your Life
11. Smile and Say Okay

## Músicos
- David Knopfler - Voz, guitarra y piano
- Tony Carey - Piano, hammond, bajo, guitarra
- Geoff Dugmore - Bajo y percusiones
- Harry Bogdanovs - Guitarra acústica
- Johnny Moeller - Saxofón

## Productores
- David Knopfler (Productor)
- Tony Carey (Coproductor)

## Información del álbum
Songs For The Siren puede ser un registro diferente para su creador, David Knopfler, pero demostrará que el álbum es un disco muy fuerte. Olvídate de la instrumentación de la simplicidad y la acústica de The Giver y Wishbones o incluso el Ship Of Dreams. 
Las canciones aquí son más cortas y la producción más estricta, (Coproducido por el exmiembro de Rainbow Tony Carey) permite menos libertad instrumental. 
Además de la producción, la voz de David Knopfler y perfección lírica han alcanzado una nueva cumbre. Sólo escucha "Drowning Pool" y "Moon Razor" y verá lo que quiero decir. Este último cuenta con una parte saxo inquietantemente bello. Otros temas del disco son: Steel Wheels, Fire Down Below. 
El álbum se puede quedar corto en comparación con los discos anteriores, "Ship Od Dreams" o "Wishbones" pero emocionalmente honesto y las canciones son preciosas.
- Datos: Q3964748